# 扎里亚农村居民点
扎里亚农村居民点（俄语：Зарянское сельское поселение）是俄罗斯联邦伏尔加格勒州卡拉奇区所属的一个农村居民点。其下辖有2个居民点，行政中心为扎里亚。据2016年统计，该农村居民点的人口为1013人。